# Фурманув
Фурманув (пол. Furmanów) — село в Польщі, у гміні Стомпоркув Конецького повіту Свентокшиського воєводства.
Населення — 242 особи (2011).
У 1975-1998 роках село належало до Келецького воєводства.

## Демографія
Демографічна структура на день 31 березня 2011 року:
|          | Загалом | Допрацездатний вік | Працездатний вік | Постпрацездатний вік |
| -------- | ------- | ------------------ | ---------------- | -------------------- |
| Чоловіки | 125     | 15                 | 98               | 12                   |
| Жінки    | 117     | 17                 | 74               | 26                   |
| Разом    | 242     | 32                 | 172              | 38                   |